# Фоминых, Тамара Степановна
Тамара Степановна Фоминых (28 марта 1925, Пьянково, Уральская область — 10 июля 2025, Тавда, Свердловская область) — Герой Социалистического Труда, оператор Тавдинского гидролизного завода.

## Биография
Родилась 28 марта 1925 года в селе Пьянково Ирбитского района Свердловской области в крестьянской семье. В 1931 году с семьёй приехала в Тавду, обучалась в первый класс начальной школы на Еловке, затем в школе № 15, закончила семилетнюю школу № 1.
В 1943 году поступила работать на лесокомбинат, затем токарем на промкомбинате, и с сентября 1943 года на гидролизном заводе работала телефонисткой, кислотницей, мотористкой бродильного цеха. В 1951—1957 годах работала на Бирюсинском и Хакасском гидролизных заводах. С марта 1958 по 1980 годы была оператором дрожжевого цеха Тавдинского гидролизного завода. В 1980 году вышла на пенсию. Беспартийная, передовик производства. В 1967—1989 годах была депутатом горсовета.
Умерла 10 июля 2025 года в возрасте 100 лет.

## Награды
За свои достижения была награждена:
- знак «Отличник микробиологической промышленности СССР»;
- 1970 — медаль «В ознаменование 100-летия со дня рождения Владимира Ильича Ленина»;
- 20.04.1971 — орден Трудового Красного Знамени;
- знак «Ударник 9-й пятилетки»;
- 15.01.1974 — звание Герой Социалистического Труда с золотой медалью Серп и Молот и орден Ленина «за выдающиеся успехи в выполнении заданий плана 1973 года»;
- 1982 — звание «Почётный гражданин города» Тавда.